# Марко Никезић
Марко Никезић (Београд, 13. јун 1921 — Београд, 6. јануар 1991) био је учесник Народноослободилачке борбе, дипломата и друштвено-политички радник СР Србије.
У периоду од 1965. до 1968. године обављао је функцију Савезног секретара за иностране послове СФРЈ. Од 1968. био је председник Централног комитета Савеза комуниста Србије, да би 26. октобра 1972. године, под оптужбом за „анархо-либерализам“, био смењен.

## Биографија
Рођен је 13. јуна 1921. године у Београду, од оца Петра Никезића (1890—1967) и мајке Францускиње, Сузан Депре (фр. Suzanne De Pré; 1895—1977). Имао је млађу сестру Марију Никезић (1925—2002), која ће након рата завршити студије медицине и предавати на Медицинском факултету у Београду. Никезићев отац, пореклом из Бара, ветеран је Првог светског рата и борби на Скадру. Преко Албаније и Египта отишао је за Сједињене Америчке Државе и прикупљао добровољце за учешће у рату. Известан период 1917. године провео је у Русији, потом је радио за компанију „Standard Oil” у Америци. Током Другог светског рата два пута је хапшен и, са супругом и ћерком, одвођен у Бањички логор, али је из њега оба пута пуштен. Говорио је седам страних језика и био са јаким пословним везама широм света. Заједно са Синишом Станковићем, као члан Одбора Народноослободилачког фронта Београда, дочекао је домаће и совјетске ослободиоце. Након рата је био службеник Министарства иностраних послова ФНРЈ, односно Савезног секретаријата за иностране послове (ССИП), и био је трговински изасланик у Каиру и Вашингтону. Пензионисан је 1955. године. Имао је снажан утицај на Никезићево одрастање и пружио му прва знања о радничком покрету, Совјетском Савезу и уметности.
Први Никезићеви радови уметничког карактера потичу из времена његовог средњошколског образовања, 1937. године, а развијао се под утицајем Риста Стијовића, који му је био и приватни учитељ вајарства. Говорио је француски, енглески и руски језик, а имао је добро разумевање немачког језика.
Након што је један разред завршио у Загребу, Марко Никезић је основну школу и Трећу мушку гимназију завршио у Београду. Као ђак гимназије, био је члан литерарне дружине „Јавор”. Матурирао је 1939. године и уписао студије архитектуре на Техничком факултету Београдског универзитета, где је студирао до 1941. године. Током студија био је активан у редовима комунистичке омладине и студентског револуционарног покрета. Члан Савеза комунистичке омладине Југославије (СКОЈ) постао је 1939. године. У чланство Комунистичке партије Југославије (КПЈ) примљен је 1940. године. Како му након рата није дозвољено да настави студије архитектуре, касније је, као амбасадор ФНРЈ у Египту, уписао студије историје на Филозофском факултету Универзитета у Београду, али их из приватних разлога није завршио.

### Народноослободилачка борба
Учесник је Народноослободилачке борбе од 1941. године. Након окупације Краљевине Југославије, априла 1941, Никезић се налази на месту члана Месног комитета СКОЈ-а, да би јуна исте године прешао у илегалу. Октобра месеца је послат по налогу КПЈ, у својству члана Окружног комитета СКОЈ-а, на рад у Шумадију, али је недуго потом враћен у Београд, где преузима руководство над Рејонским комитетом СКОЈ-а за Булбулдер.
Од фебруара 1942. године деловао је на подручју Земуна, најпре као члан, а потом и као секретар Среског комитета КПЈ за Земун, под ратним надимком Цвикераш. Усташка полиција је предузела више хапшења и саслушања како би открили ко се крије иза тог надимка, али без успеха. Године 1943. Недићева полиција је расписала потерницу за студентом Марком Никезићем („одговара због комунизма“), не повезујући га са његовим ратним надимком. Био је уцењен на 10.000 окупаторских марака. Од зиме 1943. налазио се у кући Лепосаве и Драге Јовичић у селу Поповићу, код Сопота.
У време његовог илегалног рада у Земуну, Никезић је формирао доживотна пријатељства са Мирком Тепавцем, Бранком Пешићем и Пал Шотијем. У то време, упознао се са Емилијом Јакшић, званом Цуца, чије је спасавање из Земунске болнице Никезић касније организовао, након што је 1942. ухапшена. У својим сећањима које је бележио новинар Александар Ненадовић, Мирко Тепавац је истакао како Никезић „није градио само организован покрет од пар стотина скојеваца, те још толико помагача, већ је био ангажован на развоју културе герилске борбе и политичког понашања у условима илегалног рада и герилске борбе.”

### Послератни период
Након што је ослобођен Београд, 1944. године, Никезић је постао потпредседник Главног народноослободилачког одбора Београда, и на том месту остао до 1949, у време док је његов председник и де факто градоначелник био Нинко Петровић. Године 1945. постаје организациони секретар Окружног комитета КПЈ за Београд, чији је члан претходно био од 1943, док је у периоду од јануара 1950. до децембра 1952. године обављао дужност секретара Градског комитета КПЈ у Београду.
У дипломатској служби је био од 1952. до 1968. године. Најпре је био на функцији амбасадора у Египту (1953—1956), Чехословачкој (1956—1958) и Сједињеним Америчким Државама (1958—1962). Заменик Савезног секретара за иностране послове СФРЈ, Коче Поповића, био је од 1962. до 1965. године. На функцији Савезног секретара за иностране послове СФРЈ био је од 23. априла 1965. до 25. децембра 1968. године. За члана Централног комитета СКЈ биран је на Седмом и Осмом конгресу СКЈ.
Године 1968. постављен је на функцију председника Централног комитета Савеза комуниста Србије, коју је обављао до 26. октобра 1972. године, када је, заједно са Латинком Перовић, под оптужбом за „анархо-либерализам“, смењен. Тада се повлачи из политичког живота, одлази у превремену пензију (у априлу 1974. бива искључен из СКЈ, о чему га обавештава Милан Милутиновић, председник Општинског комитета Савеза комуниста Врачара) и посвећује својој великој љубави — уметности. Одабрао је да не пише о својој политичког каријери и да се фокусира на вајарски рад.
Преминуо је после тешке болести, у Земунској болници у Београду, 6. јануара 1991. године. Кремиран је и сахрањен на Новом гробљу у Београду. На комеморацији коју је организовао Савезни секретаријат за иностране послове СФРЈ, говорио је Будимир Лончар, Савезни секретар за иностране послове СФРЈ, док је на испраћају 9. јануара говор одржао Мирко Тепавац.
Након његове смрти, од 19. до 26. априла 1993. године, Музеј града Београда организовао је изложбу од 125 Никезићевих скулптура у конаку књегиње Љубице, да би у интервалу од 20. октобра до 1. новембра 1998. године била организована и одржана изложба у Земуну, у организацији Клуба ваздухопловства и Музеја града Београда.
Године 2003. је у издању Хелсиншког одбора за људска права у Србији припремљена и објављена његова књига Српска крхка вертикала.
Женио се два пута. Најпре са Емилијом Јакшић, партизанком и друштвено-политичком радницом, која је погинула у саобраћајној незгоди код Обреновца, 1949. године. Његова друга супруга била је Зора Богићевић, такође учесница НОБ-а, после рата модни креатор и директор Центра за савремено одевање. Имао је два сина из првог брака, Бранка и Зорана.
Носилац је Партизанске споменице 1941. и других југословенских одликовања, међу којима су — Орден заслуга за народ са златном звездом, Орден братства и јединства са златним венцем и Орден за храброст.

## Видите још
- Чистка либерала у Србији
- Списак министара иностраних послова Југославије